# روبرت منزيس
السير روبرت جوردون منزيس (بالإنجليزية: Robert Gordon Menzies)‏، (20 ديسمبر 1894 – 15 مايو 1978)، هو سياسي أسترالي شغل منصب رئيس الوزراء الأسترالي، من 1939 إلى 1941 ومرة أخرى من 1949 إلى 1966.
لعب دوراً رئيسياً في إنشاء الحزب الليبرالي الأسترالي، إذ حدّد سياساته وانتشار أفكاره الواسع. يعتبر منزيس رئيس وزراء أستراليا صاحب الخدمة الأطول، إذ خدم لأكثر من 18 عامًا.
درس منزيس القانون في جامعة ملبورن وأصبح أحد أبرز المحامين في المدينة. شَغِلَ منصب نائب رئيس وزراء فيكتوريا من عام 1932 حتى عام 1934، ثم نُقل إلى البرلمان الفيدرالي، حيث أصبح بعد ذلك النائب العام ووزير الصناعة داخل حكومة جوزيف ليون. في أبريل 1939، بعد وفاة ليون، انتُخب منزيس زعيماً لحزب أستراليا المتحدة وأدّى يمين القسم لمنصب رئيس الوزراء. خُوّل لانضمام أستراليا في الحرب العالمية الثانية في سبتمبر عام 1939، وفي عام 1941، أمضى أربعة أشهر في إنجلترا للمشاركة في اجتماعات مجلس حرب تشرشل. لدى عودته إلى أستراليا في أغسطس عام 1941، وجد منزيس أنه قد خسر دعم حزبه له وبالتالي قدّم استقالته من منصبه كرئيس للوزراء. وساعد في وقت لاحق في إنشاء الحزب الليبرالي الجديد، وانتُخِبَ زعيمه الافتتاحي في أغسطس عام 1945.
في الانتخابات الفيدرالية لعام 1949، قاد منزيس تحالف الدولة الليبرالية إلى النصر وعاد إلى منصب رئيس الوزراء. توافق نداءه إلى الوطن والعائلة، الذي روّج له عبر المحادثات الإذاعية المطمئنة، مع المزاج الوطني، الناتج عن النمو الاقتصادي وانتشار قيم الطبقة الوسطى؛ كما انحلّ الدعم الشعبي لحزب العمال بسبب مخاوف نشوء الحرب الباردة. بعد عام 1955، تلّقت حكومته أيضًا دعمًا من حزب العمال الديمقراطي، وهي مجموعة مُنشقة عن حزب العمال. فاز منزيس بسبعة انتخابات على التوالي خلال فترة ولايته الثانية، ثم تقاعد في نهاية المطاف بمنصب رئيس الوزراء في يناير عام 1966. كان إرثه (السياسي) عرضةً للجدل، ولكن حتى يومنا هذا، فإن حكومته ما تزال جديرة بالذكر بسبب التطور التي خلقته في العاصمة كانبيرا، ومخططها الموسع للهجرة بعد الحرب، ولتركيزها على التعليم العالي، وسياسات الأمن القومي الخاصة بها، والتي شهدت مساهمة أستراليا بضم قواتها في الحرب الكورية، وحالة طوارئ الملايو، ومواجهة إندونيسيا وماليزيا، وحرب فيتنام.

## النشأة

### تاريخ ولادته وعائلته
وُلد روبرت غوردون منزيس في 20 ديسمبر عام 1894 في منزل والديه في جباريت في فيكتوريا. وهو الابن الرابع من بين خمسة أطفال. تدعى والدته كيت (الاسم السابق سامبسون) ووالدهم هو جيمس منزيس؛ لديه شقيقان وشقيقة أكبر منه، وشقيق أصغر. كان مينزيس أول رئيس وزراء أسترالي من أبوين مولودين في أستراليا: وُلد والده في بالارات ووالدته في كريسويك. جذبت فترة اندفاع الذهب الفيكتوري أجداده من طرف والده ووالدته إلى أستراليا. وُلِدَ أجداده من طرف والدته في بينزانس في كورنوال. وُلد جده من طرف والده المسمى أيضًا روبرت منزيس في رينفروشاير في اسكتلندا، ووصل إلى ملبورن في عام 1854. في العام التالي، تزوج من إليزابيث باند، وهي ابنة أحد الإسكافيين من مدينة فايف. كان منزيس فخوراً بأصوله الأسكتلندية، وفضّل أن يُلفظ لقبه بالطريقة الأسكتلندية التقليدية (/ˈmɪŋɪs/ MING-iss) بدلاً من لفظه كما يكتب (/ˈmɛnziz/ MEN-zeez). وهذا قد أدّى إلى تلقيبه باسم «مينغ» والذي تم توسيعه لاحقًا ليصبح «مينغ ذا ميرسيليس» كناية عن اسم شخصية من سلسة رسومات هزلية. كان اسمه الأوسط تكريمًا لتشارلز جورج غوردون.
انتقلت عائلة منزيس إلى جباريت، وهي بلدة صغيرة في فيميرا، في العام الذي سبق ولادة روبرت. في إحصاء عام 1891، بلغ عدد سكان المستوطنة 55 شخصًا فقط. وُلد أشقاؤه الأكبر في بالارات، حيث كان والده يعمل دهانًا للقطارات في مسبك فينيكس. طلبًا لبداية جديدة، انتقلت العائلة إلى جباريت لتولي إدارة المتجر العام الذي «بالكاد صمد بدلاً من أن يزدهر». أثناء طفولة منزيس، تمّ انتخاب ثلاثة من أقاربه المقربين في البرلمان. انتُخب عمه هيو في الجمعية التشريعية الفيكتورية في عام 1902، ثم تلاه والده في عام 1911، بينما انتُخب خاله، سيدني سامبسون، لمجلس النواب الاتحادي في عام 1906. مثّل كل منهم الدوائر الانتخابية الريفية، وقد خسروا الانتخابات بعد عدة فترات نيابية. كان جد منزيس من طرف والدته جون سامبسون ناشطًا في الحركة النقابية. كان الرئيس الافتتاحي لجمعية عمال المناجم في كريسويك والتي شارك في تأسيسها مع نائب حزب العمال المستقبلي وليام سبنس، وكان عضوًا بارزًا في جمعية عمال المناجم الموحدة في وقت لاحق.

## عمله في القانون
بعد تخرجه من جامعة ملبورن في عام 1916 برتبة الشرف الأولى في دراسة القانون، تم قبول منزيس في نقابة المحامين لولاية فيكتوريا والمحكمة العليا في أستراليا في عام 1918. مع افتتاح مكتبه القانوني الخاص في ملبورن، اختصّ منزيس بشكل رئيسي في مجال القانون الدستوري الذي درس فيه إلى جانب السير أوين ديكسون، أحد القضاة الفيكتوريين وقاضي المحكمة العليا اللاحق. في عام 1920، عمل منزيس كمحامي دفاع عن جمعية المهندسين الموحدة والتي رفعت في نهاية المطاف قضيتها إلى المحكمة العليا في أستراليا. أصبحت القضية مرجعًا هامًا لإعادة التفسير الإيجابي لسلطات الكومنولث على سلطات الولايات. رفع حكم المحكمة العليا من صورة منزيس كمحامٍ ماهر، وفي النهاية تم تعيينه مستشارًا للملك في عام 1929.

## عمله في سياسات ولاية فيكتوريا بين عامي 1928 – 1934
في عام 1928، دخل منزيس برلمان الولاية كعضو في المجلس التشريعي الفيكتوري من مقاطعة إيست يارا، ممثلاً للحزب الوطني الأسترالي. وقد دافع عن الديمقراطية الدستورية، ومبدأ سيادة القانون، وحرمة العقود، والمحافظة الغيورة على المؤسسات القائمة. كونه كان يشك بحزب العمال، شدّد منزيس على تفوق المشاريع الحرة باستثناء بعض المرافق العامة مثل السكك الحديدية. خسر ترشيحه تقريبًا عندما هاجمته مجموعة من الجنود السابقين أمام أعين الصحافة لكونه لم يدرج نفسه للخدمة العسكرية، لكنه تجاوز تلك الأزمة. في غضون أسابيع من دخوله البرلمان، أصبح وزيراً بدون حقيبة في حكومة الولاية الأقلية الوطنية الجديدة برئاسة رئيس الوزراء ويليام ماكفيرسون. تشكّلت الحكومة الجديدة عندما فقدت حكومة حزب العمال السابقة دعم حزب الوطن التقدمي الوسطي. في العام التالي، انتقل منزيس إلى الجمعية التشريعية كعضو في الدائرة الانتخابية في نوناويدنج. في عام 1929، أسّس منظمة القوميين الشباب بوصفها جناح الشباب في حزبه، وشغل منصب رئيسها الأول. حمل منزيس حقائب النائب العام ووزير السكك الحديدية، وشغل منصب نائب رئيس وزراء فيكتوريا من مايو عام 1932 حتى يوليو عام 1934.

## روابط خارجية
- روبرت منزيس على موقع الموسوعة البريطانية (الإنجليزية)
- روبرت منزيس على موقع مونزينجر (الألمانية)
- روبرت منزيس على موقع إن إن دي بي (الإنجليزية)
- روبرت منزيس على موقع ديسكوغز (الإنجليزية)
- روبرت منزيس على موقع أوليمبيديا (الإنجليزية)